# Wapen van Gooik

Het wapen van Gooik sinds 1986.

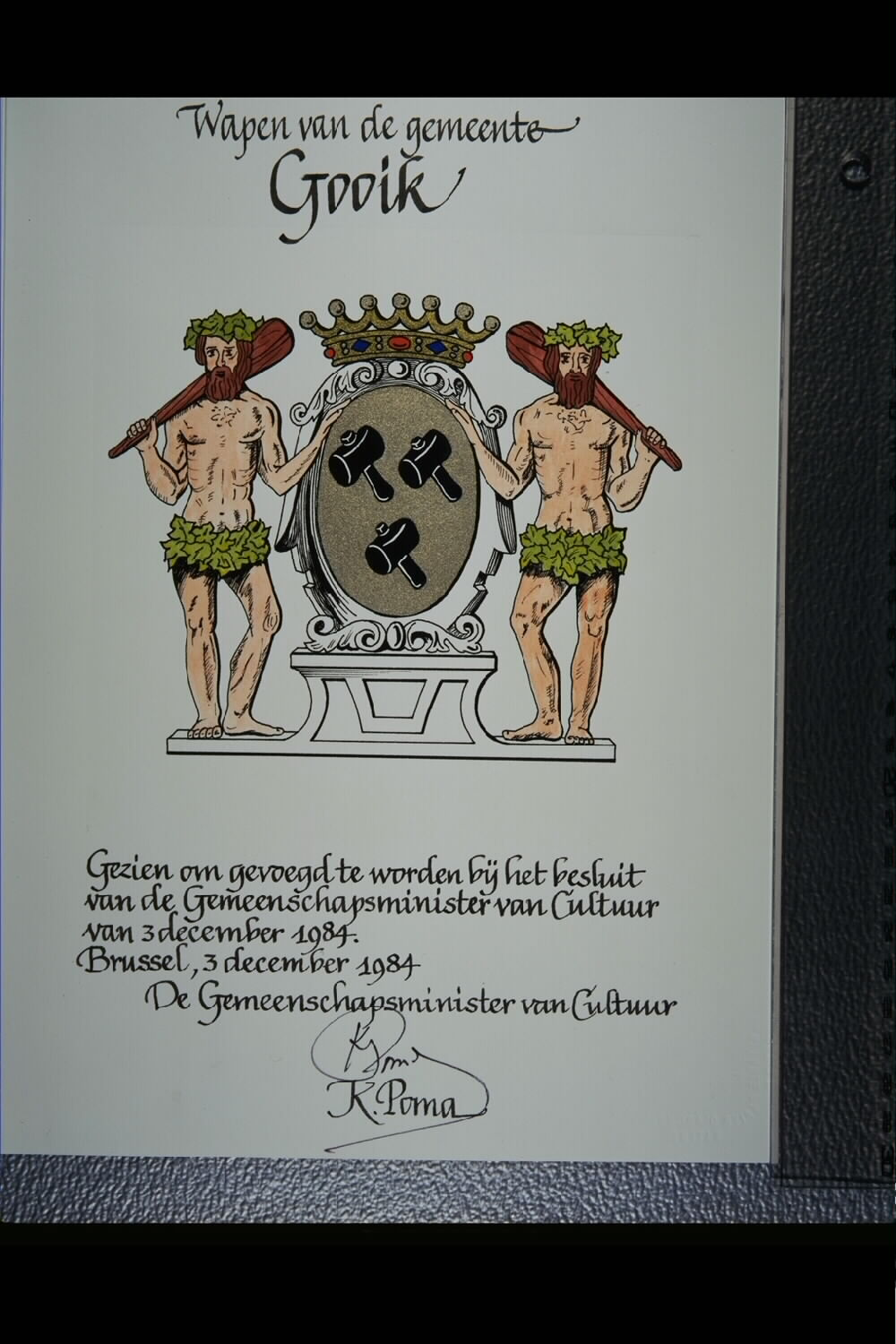
Goedkeuring wapenschild Gooik door Karel Poma

Het Wapen van Gooik is het heraldisch wapen van de Belgische gemeente Gooik. Dit wapen werd op 8 juli 1986 aan de gemeente toegekend.

## Geschiedenis
Het wapen werd toegekend aan de in 1977 opgerichte fusiegemeente Gooik, die ontstond uit het samengaan van de voormalige gemeentes Gooik, Kester, Leerbeek, Strijland en Oetingen. Dit wapen is ontleend aan dat van Lanceloot Frans de Gottignies, baron van Gooik, uit 1725.

## Blazoen
Het wapen heeft de volgende blazoenering:
In zilver drie hellende klophamers van sabel. Het schild getopt met een baronnenkroon en gehouden door twee wildemannen in vleeskleur, omgord en gekroond met bladeren van sinopel en met een knots van natuurlijke kleur op de schouder.
Niet vermeld in de beschrijving, maar wel aanwezig op de tekening is dat het wapen bestaat uit een ovaal schild met een marmeren omlijsting dat op een marmeren sokkel geplaatst is.